# St. Gumberti (Clingen)

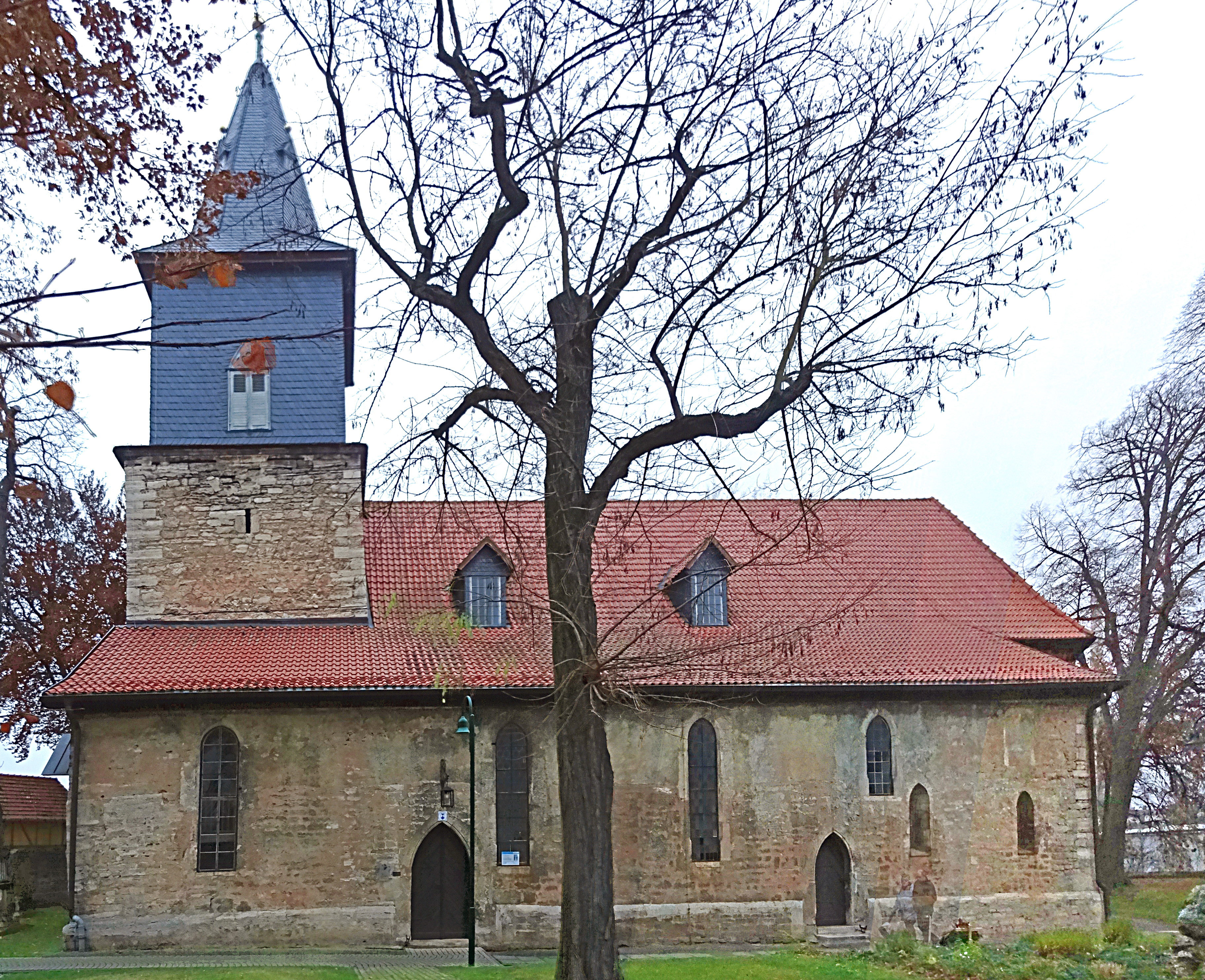
Clingen, St. Gumberti

Die Kirche St. Gumberti ist eine evangelisch-lutherische Kirche in Clingen im Kyffhäuserkreis und gehört zum Pfarrbereich Großenehrich.

## Geschichte
Die romanische Kirche wurde 1207 erstmals urkundlich erwähnt. In diesem Zusammenhang werden drei Altäre der Kirche genannt: Ein Hochaltar, ein Sankt-Gehilfen-Altar und ein Unser-Liebe-Frauen-Altar. In der zweiten Hälfte des 14. Jahrhunderts wurde die Kirche zu einer gotischen Basilika umgebaut. Der Turm wurde nach dendrochronologischer Datierung erst nach 1370 errichtet. Zur selben Zeit wurde mit dem Bau der Seitenschiffe begonnen. Nach 1378 wurde der Chorraum mit einer Holztonnenkonstruktion überdacht. Nach 1389 wurde ebenfalls eine Holztonne über dem Langhaus angebracht, 1 m niedriger als die Tonne des Chorraums.
Vom 18. bis 22. April 1575 wurde in Clingen eine Visitation durchgeführt.
Ein Glockengeschoss aus Fachwerk bestehend wurde 1662 auf den Turm aufgesetzt. Im 17. Jahrhundert erfolgte außerdem der Einbau der Emporen und des herrschaftlichen Amtsstands im nordöstlichen Seitenschiff. 1673 erhielt die Kirche eine neue Orgel, die auf ein zweites westliches Emporengeschoss gesetzt wurde. Eine neue Kanzel wurde 1675 eingebaut. 1691 wurde das Kirchendach instand gesetzt, 1723 die Fenster erneuert. 1778 erhielten Chorraum und Mittelschiff ein neues Tonnengewölbe.
1817 musste das Dach wieder neu gedeckt werden. 1824 wurden die Innenwände geweißt, das Gewölbe erhielt als „Himmel“ einen blauen Anstrich. Nach 1824 wurde das Glockengeschoss des Turmes teilweise verschiefert und der Turm mit einem Spitzhelm versehen. Dieser besaß vier Fialtürme und einen Umgang. 1863 wurden das Dach, der Glockenstuhl und die Orgel von eindringendem Regenwasser beschädigt. Außerdem mussten Risse in der Ostwand ausgebessert werden. Diese neigte sich dann nach Norden, sodass die Balken über dem Altar ersetzt werden mussten, die Wand wurde durch Zuganker gesichert. Nach Einsturz der nördlichen Seitenschiffmauer, wurde diese nur zu zwei Dritteln wiedererrichtet. 1865 wurde der Glockenstuhl erneuert.
1897 und 1907 wurde das Fenster des Chores mit Glasmalereien neu gestaltet. 1900 wurde der Boden des Chorraums mit weißen und schwarzen Tonplatten in einem Rautenmuster belegt. Dabei wurde eine Falltür verschlossen, die zur Gruft derer von Niebecker führte. 1929 wurden Kirchendach, und 1931 der Turm umfangreich erneuert und repariert. Ebenfalls 1929 erhielt die Bemalung des Gewölbes nach einem Entwurf von Franz Markau aus Erfurt ihre heutige Gestalt. Die mit Holzgittern versehenen Kirchenstühle im Altarraum und die Familienstühle im nördlichen Seitenschiff wurden entfernt. 1973/74 wurde der Turm neu eingedeckt. Dabei wurden die Fialtürme und der Turmumgang entfernt. 1995/96 wurde die Glockenstube saniert und der Turmknopf neu vergoldet, 1998 das Kirchendach saniert.

## Baubeschreibung
Die dreischiffige Anlage besitzt ein langgestrecktes Langhaus und einen dreiseitig geschlossenen Chor. Der breite querrechteckige Westturm ist in das westliche Joch des Mittelschiffes eingestellt. Der wuchtige Turmschaft, der aus dem Giebel der Westwand erwächst, wird vom Dach des Langhauses eingefasst. An der Westwand sind Spuren der nachträglichen Erhöhung der Seitenschiffe zu erkennen. Ein Gesims in 6 m Höhe gibt die ursprüngliche Höhe an. Ein schmales Rechteckfenster im Norden des ersten Obergeschosses ist die einzige Öffnung in dieser Wand. Das Glockengeschoss des Turmes besteht aus Fachwerk und ist in Altdeutscher Deckung verschiefert. Den Abschluss bildet ein Spitzhelm, unter dem sich ein breiter hölzerner Gesimskasten befindet. Vier von acht Flächen des Spitzhelms besitzen eine stehende Gaube, die mit goldenen Knöpfen bekrönt ist. Der Turmknopf ist vergoldet und schließt mit einer Wetterfahne mit der Darstellung des Heiligen Gumbert ab. Sie trägt die Jahreszahl „1996“.
In der östlichen Nordwand ist eine um einige Zentimeter zurückspringende Baunaht erkennbar, ein Teil des Mauerwerks wurde hier 1863 neu aufgeführt. Darin sind zwei hohe, spitzbogige Fenster bündig eingebracht. Ein zweibahniges Maßwerkfenster befindet sich in der Ostwand des nördlichen Seitenschiffes. Ein Absatz im Giebelbereich zeigt wohl den 1929 durchgeführten Rückbau des herrschaftlichen Amtstuhls. Die drei hohen, schmalen, spitzbogigen Bleiglasfenster im Chorraum waren ursprünglich durch Maßwerk gegliedert. In der Südwand des Chores befindet sich ein spitzbogiges, zweibahniges Maßwerkfenster ohne Mittelrippe, in der Nordwand des Chores ebenfalls ein Fenster.
Eine Holztonne überwölbt Mittelschiff und Chor. Die Seitenschiffe sind durch je drei breite Arkaden, die aus flachen Spitzbögen und Rechteckpfeilern bestehen, abgetrennt. Eine Empore läuft entlang der Seitenschiffe und der Westseite. Eine zweite Empore mit Orgel befindet sich an der Westseite. Das südliche Seitenschiff ist an der Ostseite um ein Joch länger als das nördliche Seitenschiff. In diesem Joch befindet sich die Sakristei. Sie ist sowohl über den Chorraum, als auch über das Seitenschiff zugänglich. Der Chor ist sehr schlicht gehalten. Sein Boden ist durch zwei Stufen vom Mittelschiff abgetrennt. Er wird von Kirchengestühl aus dem Jahre 1929 und zugehörigem Paneel umlaufen. Der schwarz-weiße Fliesenfußboden stammt aus dem Jahre 1900.

## Ausstattung
Der romanische Taufstein ist im Nordwesten des Chores aufgestellt. Er besitzt eine hölzerne Abdeckung aus dem 19. Jahrhundert. Der Altar ist ein schlichter Blockaltar mit Kniebänken. An der südlichen Chorlängswand steht die Kanzel. Der achtkantige Kanzelkorb steht auf einer ebenfalls achtkantigen Säule. Obwohl 1929 umgestaltet, finden sich an ihr Rest älterer Anstriche und Verzierungen.
Die Emporen wurden 1929 neu eingebaut. Über dem herrschaftlichen Amtsstand im nordöstlichen Arkadenbogen ist ein Wappen des Fürstentums Schwarzburg-Sondershausen auf die Brüstung aufgemalt. Die Brüstung über dem Gemeinderatsstuhl im südöstlichen Arkadenbogen zeigt ein Wappen mit einer Darstellung des Heiligen Gumpert. Die Kirchenbänke stammen aus dem 17. und 18. Jahrhundert. Auf der westlichen Empore hat sich barockes Gestühl erhalten.
Einige Grabsteine aus dem 18. und 19. Jahrhundert wurden 1929 wieder aufgestellt (Grabstein des Pfarrers Gröger aus dem Jahr 1832, Grabstein des Mühlenbesitzers Röse). Ein Epitaph für den Pfarrer Bachrodt, geschaffen von Christian Johann Biedermann (vor 1694–nach 1740) befindet sich außen, an der Westwand der Kirche. Ein Denkmal für die Gefallenen des Ersten Weltkriegs aus Tuffstein mit einem eisernen Geländer befindet sich südlich der Kirche.
Drei Eisenhartgussglocken wurden 1920 in Apolda von Schilling & Söhne gegossen.

## Orgel
Die Orgel stammt aus dem Jahr 1893 und ist ein Werk der Firma Karl Hickmann & Sohn aus Dachwig. Sie besitzt einen weiß gefassten Prospekt im Stil der Neurenaissance und hat pneumatische Kegelladen. Sie ist nicht mehr spielbar; ein E-Piano dient zur Gottesdienstbegleitung.
| I Hauptwerk C– |            |       |
| 1.             | Bordun     | 16′   |
| 2.             | Principal  | 8′    |
| 3.             | Hohlflöte  | 8′    |
| 4.             | Gemshorn   | 8′    |
| 5.             | Gambe      | 8′    |
| 6.             | Cornett    | 2 ⁄3′ |
| 7.             | Mixtur III | 2′    |
| 8.             | ?          |       |

| II Oberwerk C– |                  |    |
| 9.             | Principal        | 8′ |
| 10.            | Flöte            | 8′ |
| 11.            | Lieblich Gedackt | 8′ |
| 12.            | Salicional       | 8′ |
| 13.            | Flöte            | 4′ |
| 14.            | Fugara           | 4′ |

| Pedal C– |         |     |
| 15.      | Posaune | 16′ |
| 16.      | Subbass | 16′ |
| 17.      | Violon  | 16′ |
| 18.      | Cello   | 16′ |

- Koppeln: II/I, I/P, II/P, Oktavkoppeln
- Spielhilfen: feste Kombination (Plenum)